# إريك ليندل
إريك ليندل (بالسويدية: Erik Lindell)‏ هو لاعب كرة قدم سويدي في مركز الدفاع، ولد في 14 فبراير 1996 في نورشوبينغ في السويد. لعب مع نادي نورشوبينغ.

## وصلات خارجية
- إريك ليندل على موقع اتحاد السويد (السويدية)
- إريك ليندل على موقع قاعدة بيانات كرة القدم.إي يو (الإنجليزية)
- إريك ليندل على موقع Soccerway.com (الإنجليزية)